# Kieran Smith
Kieran Smith (Ridgefield (Connecticut), 20 mei 2000) is een Amerikaanse zwemmer.

## Carrière
Bij zijn internationale debuut, op de wereldkampioenschappen kortebaanzwemmen 2018 in Hangzhou, strandde Smith in de series van de 400 meter wisselslag. Op de 4×200 meter vrije slag zwom hij samen met Jack Conger, Jacob Pebley en Zach Harting in de series, in de finale eindigde Harting samen met Blake Pieroni, Ryan Held en Zane Grothe op de vierde plaats.

## Internationale toernooien
| Jaar | Olympische Spelen                         | WK langebaan                              | WK kortebaan                                                        | PanPacs                                   | Pan-Amerikaanse Spelen                    |
| ---- | ----------------------------------------- | ----------------------------------------- | ------------------------------------------------------------------- | ----------------------------------------- | ----------------------------------------- |
| 2018 |                                           |                                           | 13e 400m wisselslag 4e 4×200m vrije slag Smith zwom enkel de series | geen deelname                             |                                           |
| 2019 |                                           | geen deelname                             |                                                                     |                                           | geen deelname                             |
| 2020 | Geen toernooien vanwege de coronapandemie | Geen toernooien vanwege de coronapandemie | Geen toernooien vanwege de coronapandemie                           | Geen toernooien vanwege de coronapandemie | Geen toernooien vanwege de coronapandemie |
| 2021 | 24 juli-1 augustus                        |                                           | 13-18 december                                                      |                                           |                                           |

## Persoonlijke records
Bijgewerkt tot en met 18 juni 2021
Kortebaan
| Afstand         | Tijd    | Datum            | Plaats   |
| --------------- | ------- | ---------------- | -------- |
| 200m vrije slag | 1.43,30 | 14 december 2018 | Hangzhou |
| 400m wisselslag | 4.08,52 | 15 december 2018 | Hangzhou |

Langebaan
| Afstand         | Tijd    | Datum           | Plaats   |
| --------------- | ------- | --------------- | -------- |
| 200m vrije slag | 1.45,29 | 15 juni 2021    | Omaha    |
| 400m vrije slag | 3.44,86 | 13 juni 2021    | Omaha    |
| 200m wisselslag | 1.57,23 | 18 juni 2021    | Omaha    |
| 400m wisselslag | 4.15,17 | 2 augustus 2019 | Stanford |